# Chief Mouser to the Cabinet Office
Chief Mouser to the Cabinet Office is de titel van de huiskat en officiële muizenjager van 10 Downing Street, de ambtswoning van de Britse premier. Ook de huiskatten van het Foreign Office en de Treasury kunnen met de titel worden aangeduid.
In 10 Downing Street is slechts aan één huiskat de titel officieel verleend, namelijk aan Larry. Maar andere katten werden en worden in met name de Britse pers liefkozend met de titel aangeduid, waaronder Humphrey (in functie van 1989 tot 1997). Ten minste sinds de tijd van Hendrik VIII in de zestiende eeuw wonen er katten in de ambtswoning, voornamelijk om muizen te bestrijden. De huiskatten van 10 Downing Street horen bij het huis en niet bij de premier, zodat de kat blijft als de premier vervangen wordt. 
Sinds 15 februari 2011 is de kat Larry de officiële muizenjager, hoewel hij vanwege een "gebrek aan jachtinstinct" tijdelijk hulp kreeg van een andere kat, Freya. Volgens de website van 10 Downing Street bestaan de taken van Larry uit het begroeten van gasten, het inspecteren van de veiligheidssystemen en het testen van de geschiktheid van antiek meubilair voor het doen van dutjes. Ook zou hij studeren op een oplossing voor het muizenprobleem van de woning, maar die oplossing zou zich nog in de "tactische planningsfase" bevinden.